# Дворец Тегель
Дворец Те́гель (нем. Schloss Tegel, также дворец Гумбольдта (нем. Humboldt-Schloss) расположен в одноимённом берлинском районе округа Райниккендорф и является его самым примечательным архитектурным сооружением. Дворцовый парк прилегает к северному берегу Тегельского озера. В настоящее время во дворце проживает семья Хайнц (нем. Heinz), прямые потомки семьи Гумбольдт.
Помещичья усадьба в ренессансном стиле была построена на этом месте в 1558 году. По приказу курфюрста Фридриха Вильгельма Бранденбургского она была перестроена в охотничий дворец. В 1766 году в результате женитьбы дворец перешёл во владение семьи Гумбольдт и стал их фамильным гнездом. И Александр, и Вильгельм Гумбольдты прожили здесь много лет. После смерти матери имение перешло в 1797 году Вильгельму фон Гумбольдту. В 1820—1824 годах дворец по его указанию был перестроен в стиле классицизма под руководством Карла Фридриха Шинкеля.
Парк вокруг дворца был заложен в 1777—1789 годах домашним учителем Гумбольдтов, Готтлобом Иоганном Христианом Кунтом. С 1802 года обустройством парка занимался Вильгельм Гумбольдт.
В дворцовом парке также находится заложенный Шинкелем в 1829 году фамильный склеп Гумбольдтов, в котором своё последнее пристанище обрели также Александр и Вильгельм Гумбольдты. В 1983 году дворцовый парк был принят под охрану государства как исторический памятник.